# Точная медицина
Точная медицина — инновационный подход в системе здравоохранения, при котором профилактика и лечение заболеваний подбирается главным образом по генетической информации. Он появился благодаря технологиям больших данных и снижению стоимости секвенирования ДНК.
Первой страной, запустившей проект точной медицины, стали США в 2016 году,
Термин «точная медицина» появился в 2009 году, после случая c Ником Волкером (Nicholas Volker). У мальчика в 2 года сильно болел кишечник. К 6 годам он перенёс 160 операций. Потом, к его лечению подключился Ховард Джейкоб (Howard J. Jacob), который секвенировал геном мальчика и нашёл мутацию в гене XIAP, ответственном за редкий воспалительный процесс в кишечнике, который лечится трансплантацией костного мозга. После операции Ник полностью выздоровел. Таким образом, только генетический анализ, помог побороть болезнь неясного происхождения. Он помогает приблизительно в 30 % случаях, при неопределённом диагнозе.